# David Morillas
David Morillas Jiménez (Águilas, Murcia, 28 de septiembre de 1986) es un futbolista español que juega como defensa en el Atlético Pulpileño de la Tercera Federación española.

## Trayectoria
Nació en Águilas y comenzó en el Águilas Club de Fútbol con el que ascendió y jugó en la Segunda División B. Tras la desaparición de este, formó parte de Club Deportivo Roquetas, UB Conquense y Arroyo Club Polideportivo, hasta volver muy cerca de casa, Lorca.
Jugó en La Hoya Lorca y en la temporada 2014-15 firmó con la S. D. Huesca, equipo con el que ascendió a Segunda División. Fue acumulando experiencia en la categoría con el propio conjunto oscense, UCAM Murcia Club de Fútbol, Albacete Balompié y C. F. Rayo Majadahonda.
En la temporada 2019-20 fichó por la U. D. Ibiza y nuevamente consiguió un ascenso a Segunda División al término de la temporada siguiente. Disputó 28 partidos más en la categoría de plata durante el curso 2021-22 antes de firmar el 27 de julio de 2022 por la A. D. Alcorcón.
El 28 de junio de 2024 firmó por el Águilas F. C., equipo que competía en la Segunda Federación. A esta categoría iba a intentar ascender la siguiente temporada con el Atlético Pulpileño, club con el que ya consiguió dos ascensos en 2007 y 2008.

## Clubes
| Club                   | País   | Año       |
| ---------------------- | ------ | --------- |
| Atlético Pulpileño     | España | 2007-2010 |
| C. D. Roquetas         | España | 2010-2011 |
| U. B. Conquense        | España | 2011-2012 |
| Arroyo C. P.           | España | 2012-2013 |
| La Hoya Lorca C. F.    | España | 2013-2014 |
| S. D. Huesca           | España | 2014-2016 |
| UCAM Murcia C. F.      | España | 2016-2017 |
| Albacete Balompié      | España | 2017-2018 |
| C. F. Rayo Majadahonda | España | 2018-2019 |
| U. D. Ibiza            | España | 2019-2022 |
| A. D. Alcorcón         | España | 2022-2024 |
| Águlias F. C.          | España | 2024-2025 |
| Atlético Pulpileño     | España | 2025-     |